# Santa-Martaboswinterkoning
De Santa-Martaboswinterkoning (Henicorhina anachoreta) is een zangvogel uit de familie Troglodytidae (Winterkoningen).

## Verspreiding en leefgebied
De vogel komt voor in de Sierra Nevada de Santa Marta (Noord-Colombia) boven de 600 m.